# Luisão Pereira
Luis Henrique da Silva Pereira, mais conhecido como Luisão Pereira (Juazeiro, 29 de julho de 1968 - Salvador, 10 de março de 2024) foi um músico, compositor e produtor musical brasileiro.

## Carreira
Quando criança teve seu primeiro instrumento – um cavaquinho – presenteado pelo seu tio, o sambista baiano Ederaldo Gentil. Naquela época, navegou em vários instrumentos e escolheu o rock como forma de expressão. Teve aos 11 anos a sua primeira banda punk Conjuntivite ainda em Juazeiro, Bahia. Depois, aos 13 anos, uma banda de rock chamada Metalúgica.
Em 1986 mudou-se para Salvador e fundou a Cravo Negro, com bastante expressão na cena baiana no final dos anos oitenta, lançando 01 LP e participando de 2 Coletâneas.
Em meados dos anos 90, ao lado da banda Penélope, assinou contrato com a gravadora Sony Music Brasil, onde gravou três discos que renderam uma impressionante reação positiva da imprensa e público, além da presença em quase todos os programas de expressão nacional. Teve indicações a dois prêmios Multishow de Música Brasileira e quatro indicações ao MTV Video Music Brasil. Com a banda Penélope fez centenas de shows pelo país.
Como compositor tem canções gravadas por vários interpretes, e uma canção, O Ponto, arranjada pelo mundialmente reconhecido Eumir Deodato (Bjork, Aretha Franklin, Frank Sinatra, etc.). Compôs música também para o especial infantil de fim de ano da Rede Globo: A Terra dos Meninos Pelados (2004). Faz também trilhas para vários filmes de cinema e publicidade.
Em 2006 lançou o disco só de canções inéditas e autorais no mercado independente, intitulado Nota de um samba só, onde produziu, gravou, arranjou e tocou todos os instrumentos. Disco este que vem recebendo grandes elogios da imprensa especializada.
Em 2007 formou com a sua ex-mulher, a violoncelista Fernanda Monteiro, o grupo Dois em Um. O EP de estreia, Dois em Um, foi lançado no myspace. A projeção foi tamanha que conseguiram um contrato com uma gravadora norte americana e uma brasileira ao mesmo tempo.
O disco do Dois em um lançado em fevereiro de 2009, teve cotação máxima no jornal O Globo. A dupla recebeu os prêmios de "Revelação" e "Melhor Música do Ano" ("e se chover?" - Composição de Luisão), no festival "BDTR".
Em 2012 lançaram  Agora, segundo disco do duo. O agora tem participação de Tulipa Ruiz e uma canção inédita de Luisão Pereira, em parceria com Ronaldo Bastos. O álbum rendeu shows e ate uma mini turnê no Canada em 2014.
Em 2015 o Dois em Um gravou o seu primeiro DVD ao vivo, com o patrocínio da Natura Musical.
Luisão também produziu discos e shows de artistas como Los Hermanos, Nação Zumbi, Mombojó, Elza Soares, Paralamas do Sucesso, Titãs, Tom Zé, Banda do Mar, Marcelo Camelo, Bruno Capinan, Canto dos Malditos, Leoni, entre outros.
Faleceu em Salvador na madrugada de 10 de março de 2024 aos 55 anos em decorrência de um mieloma múltiplo diagnosticado em 2017.

## Discografia
- Cravo Negro (Casa da Música, 1991)
- Mi casa, su casa – Penélope (Sony Music, 1999)
- Buganvília – Penélope (Sony Music, 2001)
- Rock Meu Amor – Penélope (Somlivre, 2003)
- Luisão Pereira - Nota de um samba só (Independente, 2006)
- Dois em Um (EP 2007)
- Dois em Um (midsummer madness, 2009)
- Dois em Um - versão EUA (Souvenir Records, 2010)
- Dois em Um - Versão Brasileira (Garimpo Música, 2011)
- Dois em Um - Agora (Conexão Vivo, 2012)
- Dois em um - Ao vivo no Museu do Recôncavo. CD e DVD (Natura Musical/2015)
- Trilha Sonora do Filme "Um Casamento" (Festim Music/ 2018)
- Trilha Sonora do Filme "Negros" (Festim Music/ 2017)
- Trilha Sonora do Filme "The Sadistics" (Festim Music/ 2019)